# Hristo Ivanov (futbolista nacido en 1982)
Hristo Ivanov (Pleven, 6 de abril de 1982) es un ex-futbolista búlgaro que jugaba en la demarcación de portero.

## Selección nacional
Hizo su debut con la selección de fútbol de Bulgaria el 10 de septiembre de 2019 en un partido amistoso contra Irlanda que finalizó con un resultado de 3-1 a favor del combinado irlandés tras los goles de Alan Browne, Kevin Long y James Collins para Irlanda, y de Ivelin Popov para Bulgaria.

## Clubes
| Club                         | País     | Año       | Partidos | Goles |
| ---------------------------- | -------- | --------- | -------- | ----- |
| OFC Spartak Pleven           | Bulgaria | 2000-2002 | 57       | 0     |
| PFC Vidima-Rakovski Sevlievo | Bulgaria | 2002-2009 | 46       | 0     |
| FC Lokomotiv Mezdra          | Bulgaria | 2009      | 12       | 0     |
| FC Montana                   | Bulgaria | 2010-2011 | 52       | 0     |
| PFC Botev Plovdiv            | Bulgaria | 2012      | 22       | 0     |
| FC Montana                   | Bulgaria | 2013-2016 | 109      | 0     |
| FC Oborishte Panagyurishte   | Bulgaria | 2017      | 13       | 0     |
| SFC Etar Veliko Tarnovo      | Bulgaria | 2017-2023 | 141      | 0     |